# Proeme lyciformis
Proeme lyciformis är en skalbaggsart som beskrevs av Martins 1978. Proeme lyciformis ingår i släktet Proeme och familjen långhorningar. Inga underarter finns listade i Catalogue of Life.